# ウォルター・ウォルシュ
ウォルター・ルドルフ・ウォルシュ（Walter Rudolph Walsh、1907年5月4日 - 2014年4月29日）はFBIの元エージェント、海兵隊の元射撃教官でありオリンピックに出場経験のある射撃選手。最終階級は海兵隊大佐。1934年にFBIに入隊し、「パブリック・エネミー」の時代に任務に就き、アーサー・バーカーの逮捕やアル・ブレディの射殺など、様々な注目を引き付けたFBIの事件に関わってきた。第二次世界大戦の間海兵隊と共に太平洋戦域で任務にあたり、一時的にFBIに戻った後、1970年代に退職するまで海兵隊の射撃指導官を務めた。
注目を引く射撃手であったウォルシュは国内だけでなくFBI海兵隊隊内で行われる数々の競技大会で優勝し、1948年ロンドンオリンピックにも出場した。90歳まで射撃の賞を受賞し、2000年までオリンピックの射撃選手団のコーチを務めた。 FBI設立100周年の式典で、存命する中で最高齢の元エージェントとして認められ、組織自体よりも高齢であると指摘された。聴覚や記憶を失いながらも、103歳の誕生日も健康なままで過ごし、2013年3月には最高齢のオリンピック出場経験者となった。